# Ignacio Chavira
Ignacio Chavira Abbud (Ojinaga, 26 marzo 1936 – maggio 1994) è stato un cestista messicano.

## Carriera
Con il Messico ha disputato una edizione dei Mondiali (1959), una dei Giochi olimpici (1960), oltre a due edizioni dei Giochi panamericani (1955, 1959).